# Bureau de la diplomatie électronique
 (octobre 2016).
Si vous disposez d'ouvrages ou d'articles de référence ou si vous connaissez des sites web de qualité traitant du thème abordé ici, merci de compléter l'article en donnant les références utiles à sa vérifiabilité et en les liant à la section « Notes et références ».
Le Bureau de la diplomatie électronique est un organisme rattaché au département d'État des États-Unis, créé en 2003 pour aider celui-ci à développer sa capacité à communiquer et partager les connaissances. Il accueille une variété des outils innovants pour la collaboration.

## Histoire
Le groupe de travail sur la diplomatie électronique, prédécesseur du Bureau de la diplomatie électronique, a été fondé en 2002 par l'ambassadeur James Holmes. En 2003, le groupe de travail est devenu le Bureau de la diplomatie électronique sous le directeur adjoint[style à revoir] des systèmes d'information commerce, gestion, et de la planification.
Actuellement[Quand ?], Eric Nelson est le directeur du Bureau.
Les directeurs précédents du Bureau de la diplomatie électronique sont :
- Joe Johnson
- Gerry Gallucci
- Gary Galloway (acting)
- Thomas Niblock
- Stephen Smith
- Daniel P. Sheerin (acting)
- Richard Boly (en).